# Форсдайк, Деа
Деа Форсдайк (англ. Dea Forsdyke, урождённая Анна Амадея Леони Дея Гомбрих, нем. Anna Amadea Leonie Dea Gombrich; 4 сентября 1905, Вена — 9 июля 1994, район Чилтерн, Великобритания) — австрийская скрипачка. Сестра Эрнста Гомбриха.
Унаследовала любовь к музыке у своей матери Леони Гомбрих-Хок, известного фортепианного педагога. В 1915—1918 гг. училась игре на скрипке у Адольфа Буша, дружившего с её матерью; дальнейшее обучение Деи Гомбрих у разных специалистов (в том числе у Яна Маржака) также проходило под наблюдением Буша, в 1927—1928 гг. в Базеле она играла в камерном оркестре под его руководством. В первой половине 1930-х гг. активно участвовала в концертной жизни Вены, была близка к венской секции Международного общества современной музыки, играла в молодёжном оркестре, собранном Германом Шерхеном. Участвовала в юбилейных камерных концертах к 50-летию Антона Веберна и Альбана Берга (1933 и 1935).
В 1936 г. вместе с семьёй уехала в Палестину, где играла в составе Палестинского симфонического оркестра. В 1938 г. перебралась в Лондон. С 1941 г. работала на радио BBC. В 1942 г. вышла замуж за директора Британского музея Джона Форсдайка, что открыло перед ней многочисленные возможности (Анна Малер, скульптор и дочь Густава Малера, вспоминала, как Форсдайк дала ей связку ключей со словами: «Сегодня мой музей в твоём распоряжении»). В феврале 1943 г. по её инициативе открылся цикл камерных концертов «Уютные встречи с музыкой» в казённой квартире директора Британского музея, в марте того же года было учреждено Англо-австрийское музыкальное общество. Среди партнёров Форсдайк по камерному музицированию был в этот период Арнольд Розе. Частным образом она играла и вместе со своим братом, одарённым виолончелистом-любителем.
В английском переводе леди Форсдайк изданы «Записки скрипача» Йожефа Сигети (1962).